# 장성호 (호수)
장성호(長城湖)는 전라남도 장성군 장성읍과 북이면, 북하면에 걸쳐 있는 호수이다. 영산강 유역 개발사업의 하나로 황룡강 상류를 막아 건립된 인공호수이다. 제방의 길이는 603m, 높이는 36m이고, 저수량이 8,970만 톤이며, 각종 민물고기가 많을 뿐 아니라 남북으로 산에 둘러싸여 아름다운 경관을 이룬다. 가족 단위 산책로와 잘 가꾸어진 민물 낚시터가 있으며, 수상관광을 즐길 수 있는 유람선과 모터보트도 있다.